# Gimme Danger
Gimme Danger je americký dokumentární film z roku 2016. Natočil jej režisér Jim Jarmusch a pojednává o americké hudební skupině The Stooges. Snímek měl premiéru na devětašedesátém ročníku Filmového festivalu v Cannes, kde měl premiéru i Jarmuschův hraný film Paterson. Snímek byl později představen na několika dalších festivalech, včetně Torontského a Newyorského. Režisér o záměru natočit dokument o této skupině hovořil již v roce 2010.
Jarmusch řekl, že chtěl, aby ve filmu vystupovali pouze členové skupiny a nejbližší spolupracovníci. Přiznal však, že by částečně byl rád, kdyby přispěli John Cale a David Bowie, producenti původních nahrávek kapely. Nakonec však přispěli, kromě Iggyho Popa, jen Scott Asheton, Ron Asheton, Mike Watt, James Williamson a manažer Danny Fields.